# Sphingonaepiopsis gorgoniades

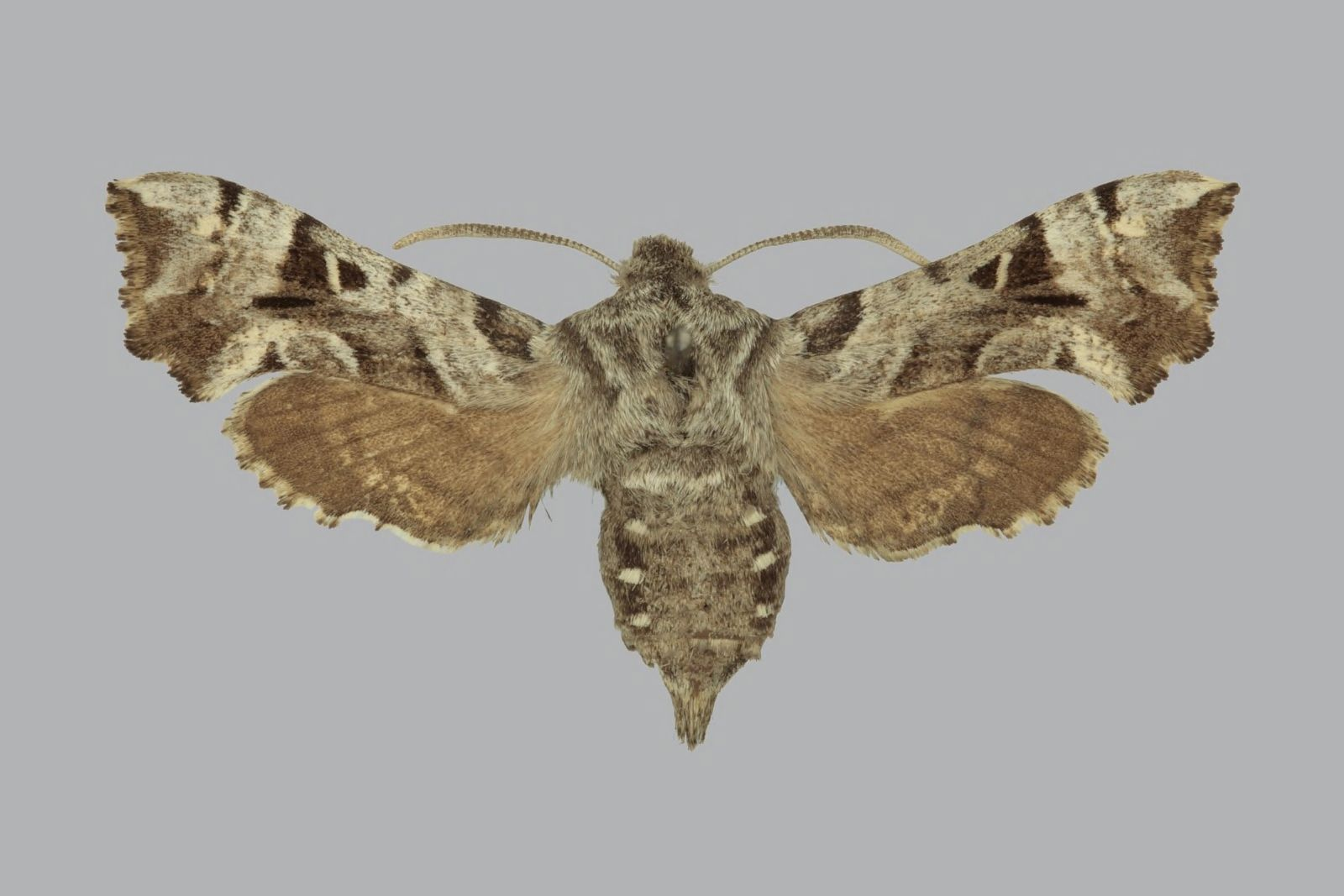
Sphingonaepiopsis gorgoniades, Weibchen

Sphingonaepiopsis gorgoniades ist ein Schmetterling (Nachtfalter) aus der Familie der Schwärmer (Sphingidae).
Die Art ist in Südosteuropa sowie im Nahen und Mittleren Osten verbreitet.

## Merkmale
Die Falter haben eine Flügelspannweite von 25 bis 32 Millimetern. Ihre Vorderflügel sind weißlich-grau gemustert. Die Tiere sind nur wenig variabel, lediglich die gelbbraunen oder blass orangen Sprenkel auf den Hinterflügeln variieren in ihrer Intensität und Ausdehnung. Bei manchen Individuen tragen die Hinterflügel ein stark ausgeprägtes Muster aus blass orangen Flecken. Bei Faltern aus trockeneren Lebensräumen tritt dieses Muster manchmal auch auf den Vorderflügeln blasser und bräunlich gefärbter Tiere auf. Die Art kann in ihrem Verbreitungsgebiet lediglich mit Sphingonaepiopsis kuldjaensis verwechselt werden.
Die kleinen, nahezu kugeligen Eier sind 1,0 mal 1,1 Millimeter lang. Sie sind blassgrün; kurz vor dem Schlupf verfärben sie sich kräftig gelb. Die Raupen erreichen eine Körperlänge von 30 bis 40 Millimetern und treten in drei Farbvarianten auf (graugrün, rötlich oder weißlich). Alle Formen tragen weiße Längsstreifen. Die Raupen sind nach dem Schlupf etwa 2,5 Millimeter lang und blassgelb gefärbt. Ihr Kopf ist proportional sehr groß. Mit dem Fressen an den Nahrungspflanzen verfärben sie sich graugrün, mit vielen feinen weißen Punkten, wodurch sie gräulich wirken. Vom blassorangen Kopf zum kleinen, schwarzen, nach oben gekrümmten Analhorn verläuft eine blasse Längslinie seitlich des Rückens. Jedes Segment ist mit einer Reihe schwarzer Härchen eingerahmt, die gesamte Körperoberfläche ist mit feinen weißen Haaren bedeckt. Ab dem zweiten Raupenstadium haben die Raupen ihre endgültige Färbung und Musterung. Sie verlieren die schwarze Behaarung, sind jedoch am ganzen Körper hell behaart. Ausgewachsen tragen die Tiere weiße Längsstreifen entlang des Körpers, auch auf dem Kopf. Am Rücken befinden sich zwei schmale Streifen, seitlich des Rückens verläuft je ein breiter und kräftig gefärbter und ein ebensolcher unterhalb der Stigmen. Sämtliche Streifen können bei manchen Individuen rot gerandet sein. Der Kopf ist abgerundet und trägt kurze Borsten. Das schmale und kurze, gerade oder leicht nach oben gekrümmte Analhorn ist rosa oder orange. Häufig ist seine Spitze schwarz. Die Stigmen sind weiß und liegen unterhalb eines weiteren, jedoch sehr schwach ausgebildeten Längsstreifens. Die Puppe ist 18 bis 20 Millimeter lang. Sie ist glänzend schwarzbraun gefärbt, mit orangebraunen Intersegmentalhäuten am Hinterleib. Die Oberfläche von Kopf und Thorax ist leicht gerunzelt, der Hinterleib ist stark punktförmig strukturiert. Der Saugrüssel ist leicht nach vorne gerichtet. Der dreieckige Kremaster ist langgestreckt, dorsoventral abgeflacht und hat eine doppelte Spitze.

## Systematik
Die bislang beschriebenen Unterarten dieser Art sind nach Pittaway unhaltbar, da sie anscheinend nur durch unterschiedliche Lebensräume bedingte Farbvarianten darstellen. Individuen aus feuchten Lebensräumen sind meist etwas größer und dunkler gefärbt und haben eine deutlichere Musterung. Exemplare aus trockenen Gebieten sind kleiner, blasser und haben eine weniger ausgeprägte Musterung. Die beschriebenen Formen sind im Allgemeinen nicht deutlich voneinander abgegrenzt. Sie scheinen sich während der Eiszeit im Pleistozän in unterschiedlichen, voneinander isolierten Rückzugsgebieten ausgebildet zu haben, vermischen sich jedoch nunmehr genetisch wieder, ähnlich wie auch beim Kleinen Weinschwärmer (Deilephila porcellus).

## Vorkommen und Lebensraum
Die Art ist in Südosteuropa sowie im Nahen und Mittleren Osten verbreitet. Der Falter kommt in Kroatien, Albanien, Mazedonien, im mittleren und südlichen Griechenland, im Osten Bulgariens und in Rumänien über den Süden der Ukraine und die Krim, den Süden Russlands nördlich bis Kasan, bis zum südlichen Ural und dem Osten Kasachstans bis nach Kirgisistan und Afghanistan vor. Weiterhin liegen Funde aus der zentralen und südlichen Türkei, dem Libanon, Israel, dem Westen Jordaniens, dem Kaukasus, östlich bis in den Nordirak sowie aus dem Nordiran und den Süden Turkmenistans vor. Die Verbreitung der Art ist disjunkt, aber bislang nur wenig erforscht. Da dieser Schwärmer auf Grund seiner geringen Größe leicht zu übersehen ist, ist es möglich, dass er auch in anderen Gebieten auftritt.
Anders als ursprünglich vermutet fehlt Sphingonaepiopsis gorgoniades im Süden Sibiriens, dem Altai und dem Amurgebiet. Dieser Fehler ging zumindest teilweise auf eine Fehlbeschriftung von Präparaten von gefangenen Faltern aus Usbekistan zurück.
Sphingonaepiopsis gorgoniades besiedelt offenes Buschland und hügelige Steppen in lokalen, jedoch individuenreichen Populationen. Im Kaukasus findet man die Art zwischen 2000 und 2500 Meter Seehöhe. Im Iran ist die Art aus 2400 Metern nachgewiesen, im Libanon um 1700 Meter. In Jordanien besiedelt die Art lockere alte Eichenwälder mit dichter Krautschicht zwischen 500 und 1000 Meter Seehöhe.

## Lebensweise
Über die Lebensweise der Imagines ist nur sehr wenig bekannt. Die dämmerungsaktiven Falter werden in der Abenddämmerung stark von Blüten angelockt. Die Raupen sind hauptsächlich nachtaktiv. Viele Raupen leben auf engem Raum beieinander. Die Raupen sind sehr schreckhaft und lassen sich bei der geringsten Störung von den Nahrungspflanzen fallen. Die Verpuppung erfolgt in einem locker gesponnenen Kokon aus Seide zwischen Material am Erdboden. Die Puppe überwintert. Parasitoide der Art sind nicht bekannt.

### Flug- und Raupenzeiten
Die Falter fliegen in zwei Generationen hauptsächlich von Ende Mai bis Anfang Juni und Ende Juli/August. Im südlichen Ural fliegen die Tiere von Ende Mai bis Mitte Juli mit einer unvollständigen zweiten Generation Ende Juli/Anfang August. In den südlichen Teilen des Verbreitungsgebietes treten vereinzelt Exemplare auch bereits im April und noch im September/Oktober auf. Die Raupen findet man vor allem im Juni, Juli und September.

### Nahrung der Raupen
Die Raupen ernähren sich hauptsächlich von Labkräutern (Galium), insbesondere von Echtem Labkraut (Galium verum). Seltener findet man sie auch an anderen Arten der Rötegewächse (Rubiaceae). Bevorzugt werden die Blüten gefressen.

## Belege